# Plateau alvéolé

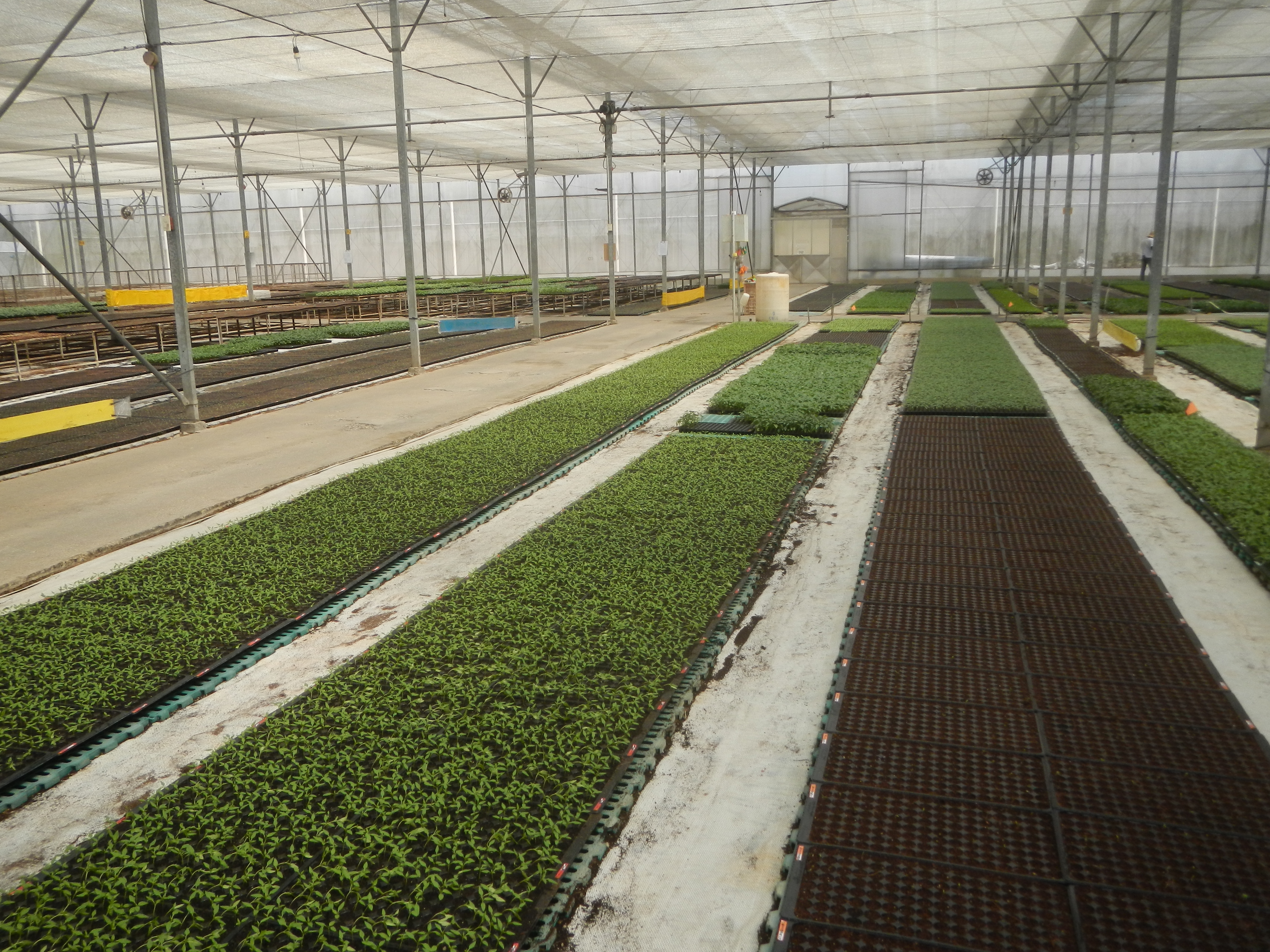
Plateaux alvéolés, dans une serre aux Philippines

Un plateau alvéolé, aussi nommé multicellules, est un plateau d'horticulture divisé en cellules individuelles et servant à semer et/ou repiquer des plants.

## histoire
C'est dans les années 1960 que sont apparuent les plateaux alvéolés et que s'est développée la culture en plateau alvéolé.

## Usage
Le plateau alvéolé permet au semis de croître dans un espace individuel, limitant la compétition entre les semis.